# Campylopus heterostachys
Campylopus heterostachys är en bladmossart som beskrevs av Georg Friedrich von Jaeger 1872. Campylopus heterostachys ingår i släktet nervmossor, och familjen Dicranaceae. Inga underarter finns listade i Catalogue of Life.